# Deltocephalus aristida
Deltocephalus aristida är en insektsart som beskrevs av Timothy M. Cogan 1916. Deltocephalus aristida ingår i släktet Deltocephalus och familjen dvärgstritar. Inga underarter finns listade i Catalogue of Life.